# Gaertnera sralensis
Gaertnera sralensis là một loài thực vật có hoa trong họ Thiến thảo. Loài này được (Pierre ex Pit.) Kerr mô tả khoa học đầu tiên năm 1940.